# 橋口絵里奈
橋口 絵里奈（はしぐち えりな、1980年11月11日 - 2025年3月29日）は、日本維新の会所属の福岡市議会議員（1期）。

## 経歴
福岡市早良区生まれ。福岡市立飯倉小学校、福岡市立原中学校、福岡市立福岡女子高等学校を経て、福岡大学商学部貿易学科卒業。卒業後はコーセーに入社し、美容部員で活動。その後、リクルートに入社。リクルート在籍中に乳がんに罹患し、手術と治療を受け、治療後は職場に復帰。リクルート退社後は広告代理店を開き、マネージャーとなる。
2020年にNPO法人スマイルハートを設立し、代表となり、がん患者の支援を行う。
2023年、福岡市議会議員選挙に早良区から日本維新の会公認で立候補し、初当選。
2024年にがんが再発、翌年2月に市議会へ欠席届を提出し、治療に専念したが、3月29日福岡市早良区の自宅で死去。44歳だった。5月16日に福岡市議会で橋口への追悼演説が行われた。